# Stergusa aurata
Stergusa aurata là một loài nhện trong họ Salticidae.
Loài này thuộc chi Stergusa. Stergusa aurata được Eugène Simon miêu tả năm 1902.